# Caecoparvus
Caecoparvus is een geslacht van kevers uit de familie van de loopkevers (Carabidae). De wetenschappelijke naam van het geslacht is voor het eerst geldig gepubliceerd in 1937 door Jeannel.

## Soorten
Het geslacht Caecoparvus omvat de volgende soorten:
- Caecoparvus achaiae Giachino & Vailati, 2011
- Caecoparvus arcadicus (J. Muller, 1935)
- Caecoparvus berrutii Giachino & Vailati, 2011
- Caecoparvus daccordii Giachino & Vailati, 2011
- Caecoparvus hercules Giachino & Vailati, 2011
- Caecoparvus karavae Giachino & Vailati, 2011
- Caecoparvus leonidae Giachino & Vailati, 2011
- Caecoparvus lompei Giachino & Vailati, 2011
- Caecoparvus marchesii Giachino & Vailati, 2011
- Caecoparvus meschniggi (Winkler, 1936)
- Caecoparvus muelleri (Ganglbauer, 1900)
- Caecoparvus parnassicus (Breit, 1923)
- Caecoparvus pavesii Giachino & Vailati, 2011
- Caecoparvus sciakyi Giachino & Vailati, 2011